# Municipio de Ilamatlán
El municipio de Ilamatlán es un municipio  de la región Huasteca Baja en el norte del estado de Veracruz, México.
El municipio, uno de los 212 del estado, lo conforman 28 localidades en las cuales habitan 13.319 personas. Se encuentra categorizado como rural.

## Localización y límites
Ubicado en las coordenadas 20°47” latitud norte y 98°27” longitud oeste, se encuentra a una altitud de 1.160 m s. n. m.
Sus límites son:
- Norte, Sur y Este: Estado de Hidalgo
- Este: Zontecomatlán

## Datos básicos
Ilamatlán tiene un clima principalmente templado y un poco húmedo, tiene lluvias en verano y algunas más en invierno.
El municipio celebra sus fiestas de por Santiago Apóstol en el mes de julio, durante los días 24 a 26.
Su feria se celebra en Semana Santa, cuando se competencias deportivas, culturales, educativas, etc.